# San Juan de Bigote (distrito)
San Juan de Bigote é um distrito do Peru, departamento de Piura, localizada na província de Morropón.

## Transporte
O distrito de San Juan de Bigote não é servido pelo sistema de estradas terrestres do Peru.